# Matheuzinho (futebolista, 1997)
Matheus Martins Fogaça de Paula (Capivari de Baixo, 18 de outubro de 1997), mais conhecido como Matheuzinho ou Matheusinho, é um futebolista brasileiro que atua como meia-atacante ou atacante do Vitória.

## Carreira
Matheuzinho nasceu em Capivari de Baixo, Santa Catarina, e jogou no Figueirense quando jovem. Ele fez sua estreia no time principal em 4 de março de 2015, entrando como substituto de Rafael Bastos na vitória por 2 a 1 do Campeonato Catarinense em casa sobre o Metropolitano. 
Matheuzinho marcou seu primeiro gol como profissional em 15 de março de 2015, marcando o quarto gol do Figueirense na goleada fora de casa por 4–0 sobre o mesmo adversário. Depois de ser utilizado principalmente nas equipes sub-20, ele fez sua estreia na Série A em 3 de julho de 2016, substituindo Jocinei no empate em casa por 1–1 contra o Atlético Mineiro.
Matheuzinho foi emprestado ao Hercílio Luz pelo Catarinense 2018, mas só atuou pela equipe sub-23 do Figueirense após retornar. Ele voltou a aparecer raramente antes de assinar pelo Caxias em 18 de setembro de 2020.
Em 20 de outubro de 2022, Matheuzinho assinou com o Ypiranga-RS para a próxima temporada. No dia 7 de abril de 2023, ele se transferiu para o Vitória após o clube pagar sua cláusula de rescisão, e foi regularmente utilizado como titular quando o clube conquistou a promoção da Série B de 2023 como campeão.

## Títulos
Figueirense
- Campeonato Catarinense: 2015

Vitória
- Campeonato Brasileiro - Série B: 2023[7]
- Campeonato Baiano: 2024